# Angra dos Reis Esporte Clube
Angra dos Reis Esporte Clube é uma agremiação esportiva da cidade de Angra dos Reis, no estado do Rio de Janeiro, fundada a 23 de março de 1999.

## História

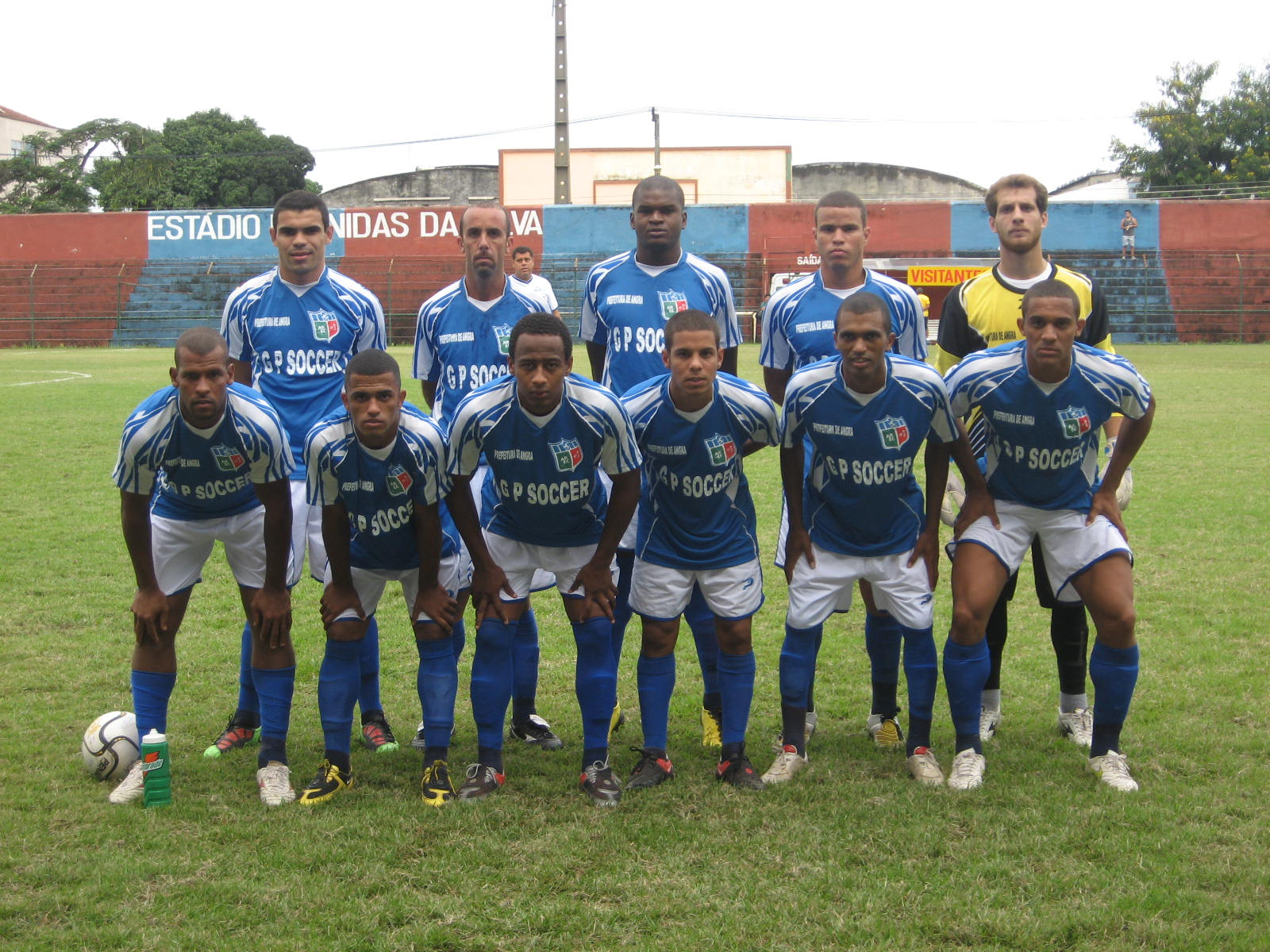
Equipe profissional do Angra dos Reis em 2011

O time estreou em 1999 na Terceira Divisão de Profissionais do Rio de Janeiro, sagrando-se campeão ao vencer o Everest Atlético Clube na final.[carece de fontes?]
Em 2000, caiu nas quartas-de-final da Segunda Divisão. No ano seguinte pede licença das competições de âmbito profissional voltando em 2002 com uma campanha regular.[carece de fontes?]
No ano de 2003 o Angra foi o vice-campeão da Segunda Divisão, entretanto apenas a equipe campeã ascendia à Primeira Divisão. Em 2004 e em 2005, o time fez ótimas campanhas, chegando em terceiro lugar. Já no ano de 2006, não conseguiu chegar à fase final, sendo eliminado no meio do campeonato.[carece de fontes?]
Em 2007, fez uma campanha inexpressiva, conseguindo apenas a vigésima colocação. No ano seguinte, a equipe chegou apenas à terceira fase e permaneceu na segunda divisão.[carece de fontes?]
Com o lema Angra dez anos, chegou a nossa vez, o clube teve o experiente atacante Viola, de 39 anos, em sua escalação na disputa da segunda divisão do campeonato fluminense de 2008.[carece de fontes?]
Em 2013, após uma campanha ruim no primeiro turno, Taça Santos Dumont, no qual ficou nas últimas colocações, o Angra dos Reis, no segundo turno, Taça Corcovado, chegou à final contra a Associação Desportiva Cabofriense, após eliminar o Bonsucesso Futebol Clube, campeão do primeiro turno, por 3 a 0. Contra o Tricolor da Região dos Lagos, o Tubarão Azul perdeu por 1 a 0 e sagrou-se vice-campeão ficando fora do triangular final envolvendo Cabofriense, América e Bonsucesso.[carece de fontes?]
Em 2017, o clube ganhou fama nacional por um torcedor solitário que foi sozinho até Olaria para torcer pelo clube e vibrou mais que todos os outros presentes. Na semana seguinte, voltou as manchetes após zoar o motorista do ônibus que levava o clube para o jogo contra o Duquecaxiense, onde os jogadores foram levados para Edson Passos, em Mesquita, quando jogo era no Estádio Joaquim Flores, em Nilópolis.
Em 2021, escapou da queda para a 3° divisão do Campeonato Carioca na última rodada, após vencer do Cabofriense por 2 a 1 e ver o Duque de Caxias tropeçar diante o America-RJ por 1 a 0. O clube escapou após fazer um mal campeonato e permaneceu na 2° divisão do Campeonato Carioca.
Em 2022, fez uma parceria com a empresa Exercício e Saúde e entregou a gestão do departamento de futebol para a própria. No mesmo ano foi rebaixado para a Série B1 e novamente rebaixado para a Série B2.

## Títulos
Campeão Invicto
| ESTADUAIS          | ESTADUAIS                       | ESTADUAIS | ESTADUAIS   |
|                    | Competição                      | Títulos   | Temporadas  |
| ------------------ | ------------------------------- | --------- | ----------- |
|                    | Campeonato Carioca - 3ª divisão | 2         | 1999 e 2017 |
| TURNOS DO ESTADUAL |                                 |           |             |
|                    | Competição                      | Títulos   | Temporadas  |
|                    | 2º Turno - Carioca Série C      | 1         | 2017        |

## Galeria

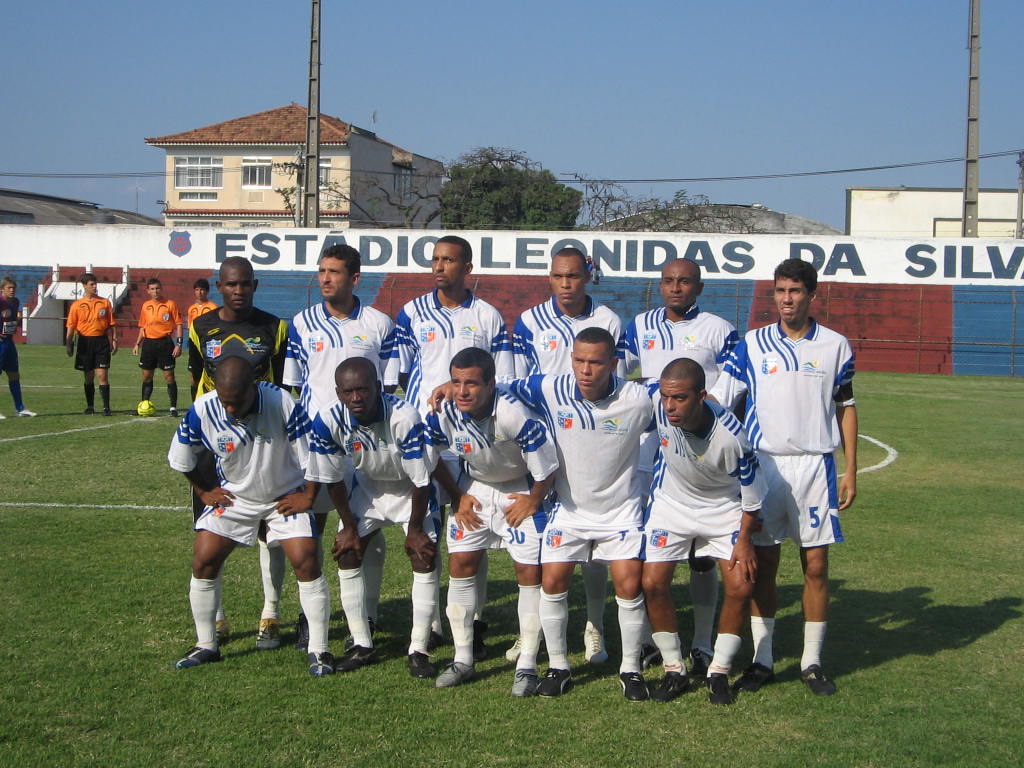
Equipe profissional do Angra
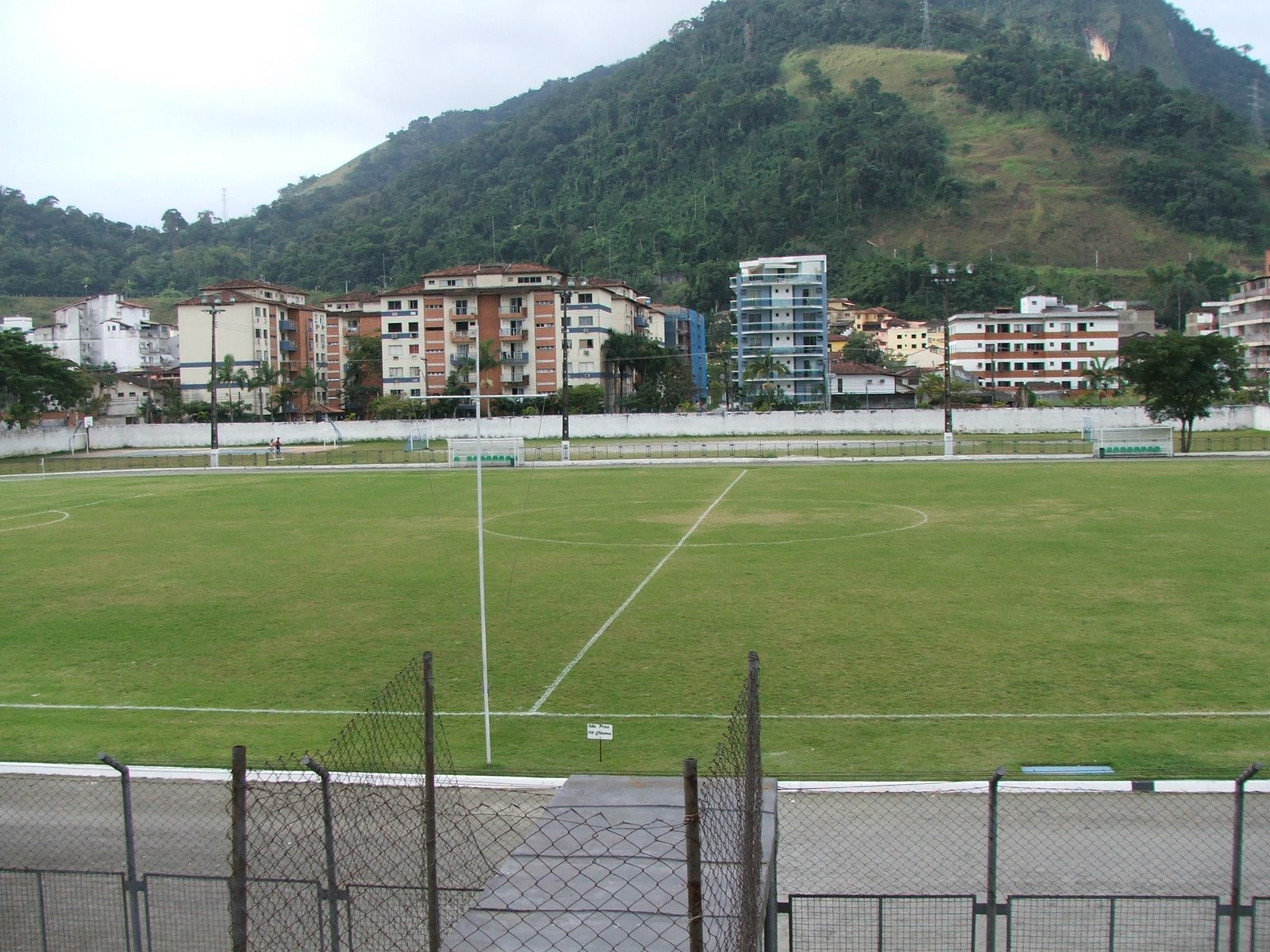
Estádio Jair Carneiro Toscano de Brito, muito utilizado pelo clube.

## Fonte
- VIANA, Eduardo. Implantação do futebol Profissional no Estado do Rio de Janeiro. Rio de Janeiro: Editora Cátedra, s/d.